# Leichtathletik-Weltmeisterschaften 2023/Teilnehmer (Bermuda)
| Goldmedaillen | Silbermedaillen | Bronzemedaillen |
| ------------- | --------------- | --------------- |
| —             | —               | —               |

Der Leichtathletikverband von Bermuda hat für die Leichtathletik-Weltmeisterschaften 2023 in Budapest einen Sportler gemeldet.

## Ergebnisse

### Männer

#### Sprung/Wurf
| Athlet              | Disziplin  | Qualifikation | Qualifikation | Finale     | Finale |
| Athlet              | Disziplin  | Weite/Höhe    | Platz         | Weite/Höhe | Platz  |
| ------------------- | ---------- | ------------- | ------------- | ---------- | ------ |
| Jah-Nhai Perinchief | Dreisprung | NM            | NM            | DNQ        | DNQ    |